# Dzierżęcinka
Dzierżęcinka – rzeka na Pobrzeżu Koszalińskim o długości 29,30 km, która przepływa przez Równinę Białogardzką w województwie zachodniopomorskim. 
Powierzchnia zlewni Dzierżęcinki wynosi 122,62 km².
Ma źródło w gminie Manowo na zachód od wsi Kliszno. Poniżej wsi Manowo płynie sztucznie utworzonym korytem, którym wpływa do Jeziora Lubiatowskiego, będącego rezerwatem przyrody. Od ujścia z tego jeziora na wschód od wsi Kretomino do ujścia rzeki Raduszki płynie wykopanym w XIII wieku kanałem. Przepływa głęboką pradoliną przez miasto Koszalin, gdzie od lat 30. XX wieku jej wody zasilają staw o pow. 1,50 ha (tzw. Staw Zamkowy) w Parku Książąt Pomorskich o powierzchni 6,70 ha (z deniweletą do 12 metrów). Wzdłuż doliny rzecznej znajduje się klin zieleni napowietrzający miasto uznany za park dendrologiczny.
Prawymi dopływami Dzierżęcinki są strumienie i cieki spływające z Góry Chełmskiej oraz jej skłonu, wszystkie skanalizowane. Jedyny zachowany dopływ powierzchniowy to struga przepływająca przez Dzierżęcino, które leży w południowo-wschodniej części Koszalina. Pomiędzy miejscem wypływu z Jeziora Lubiatowskiego a ujściem rzeki Raduszki Kanał Dzierżęcinki stanowi granicę miasta Koszalina. W północnej części Koszalina, w pobliżu Leśniczówki Mścice z Dzierżęcinką łączy się rzeczka Glinianka. Następnie przyjmuje cieki odwadniające Bukowy Las i Trzęsiawy położone w zachodniej części w gminy Będzino.
Uchodzi do jeziora Jamno 1,5 km na wschód od wsi Dobiesławiec.
W ostatnim dziesięcioleciu czystość wód Dzierżęcinki uległa poprawie do tego stopnia, że nawet w dolnym jej biegu pojawiło się zarybienie. Prowadzi ona wody klasy IV.
Nazwę Dzierżęcinka wprowadzono urzędowo w 1948 roku, zastępując poprzednią niemiecką nazwę rzeki – Mühlenbach.

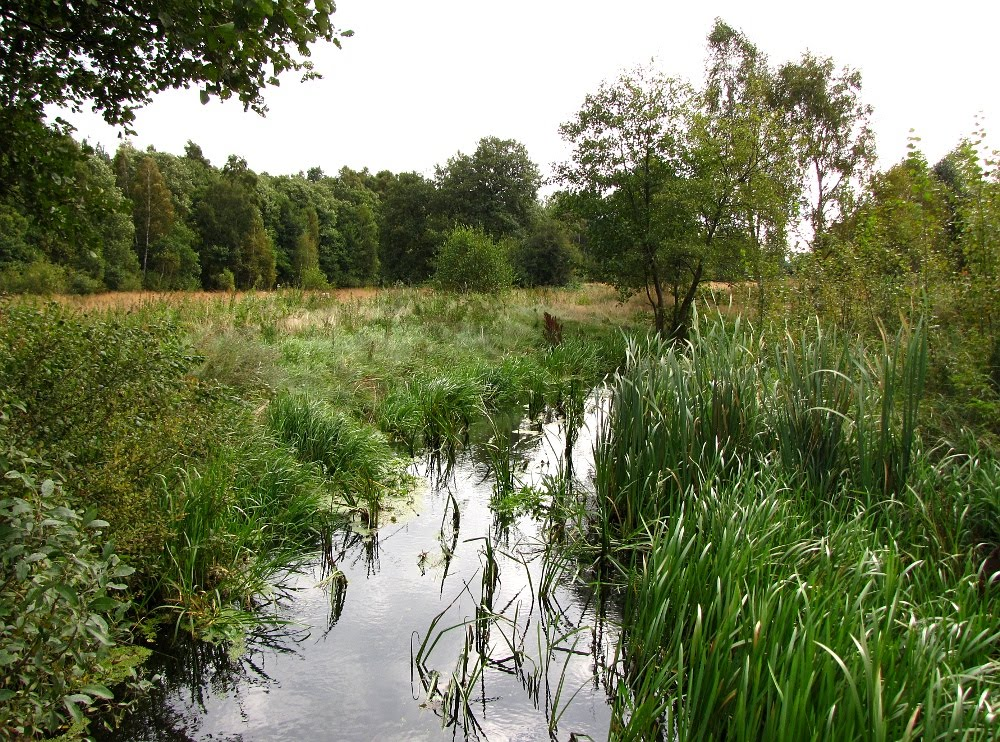
Dzierżęcinka w Manowie